# Liste der Baudenkmale in Wulfsen
In der Liste der Baudenkmale in Wulfsen sind alle Baudenkmale der niedersächsischen Gemeinde Wulfsen aufgelistet. Die Quelle der  Baudenkmale ist der Denkmalatlas Niedersachsen. Der Stand der Liste ist der 2. Oktober 2020.

## Allgemein
In den Spalten befinden sich folgende Informationen:
- Lage: die Adresse des Baudenkmales und die geographischen Koordinaten. Kartenansicht, um Koordinaten zu setzen. In der Kartenansicht sind Baudenkmale ohne Koordinaten mit einem roten Marker dargestellt und können in der Karte gesetzt werden. Baudenkmale ohne Bild sind mit einem blauen Marker gekennzeichnet, Baudenkmale mit Bild mit einem grünen Marker.
- Bezeichnung: Bezeichnung des Baudenkmales
- Beschreibung: die Beschreibung des Baudenkmales. Unter § 3 Abs. 2 NDSchG werden Einzeldenkmale und unter § 3 Abs. 3 NDSchG Gruppen baulicher Anlagen und deren Bestandteile ausgewiesen.
- ID: die Objekt-ID des Baudenkmales
- Bild: ein Bild des Baudenkmales, ggf. zusätzlich mit einem Link zu weiteren Fotos des Baudenkmals im Medienarchiv Wikimedia Commons. Wenn man auf das Kamerasymbol klickt, können Fotos zu Baudenkmalen aus dieser Liste hochgeladen werden:

## Wulfsen

### Gruppe: Mühlenanlage
Die Gruppe „Mühlenanlage“ hat die ID 26970107.

| Lage                                         | Bezeichnung | Beschreibung | ID       | Bild |
| -------------------------------------------- | ----------- | ------------ | -------- | ---- |
| Am Mühlenteich 1 53° 18′ 11″ N, 10° 7′ 57″ O | Wassermühle |              | 26963950 |      |
| Am Mühlenteich 3 53° 18′ 9″ N, 10° 7′ 58″ O  | Sägemühle   |              | 26963964 |      |
| Am Mühlenteich 53° 18′ 8″ N, 10° 7′ 55″ O    | Mühlenteich |              | 26963935 |      |

### Einzelbaudenkmale
| Lage                                                   | Bezeichnung     | Beschreibung | ID       | Bild |
| ------------------------------------------------------ | --------------- | ------------ | -------- | ---- |
| Dorfstraße 7 53° 18′ 22″ N, 10° 8′ 43″ O               | Wohnhaus        |              | 26963920 |      |
| km 250,472 DB Strecke 1151 53° 17′ 56″ N, 10° 7′ 41″ O | Eisenbahnbrücke |              | 41512615 |      |
| km 250,290 DB Strecke 1151 53° 17′ 56″ N, 10° 7′ 50″ O | Eisenbahnbrücke |              | 41512734 |      |
| Mühlenweg 15 53° 17′ 51″ N, 10° 8′ 20″ O               | Wohnhaus        |              | 26963905 |      |
| Am Bahnhof 9 53° 17′ 52″ N, 10° 8′ 35″ O               | Empfangsgebäude |              | 26963995 |      |
| Am Bahnhof 20 53° 17′ 50″ N, 10° 8′ 41″ O              | Postgebäude     |              | 26963980 |      |